# Pseudophyx pseudoptera
Pseudophyx pseudoptera là một loài bướm đêm trong họ Noctuidae.